# Abietinaria pulchra
Abietinaria pulchra is een hydroïdpoliep uit de familie Sertulariidae. De poliep komt uit het geslacht Abietinaria. Abietinaria pulchra werd in 1904 voor het eerst wetenschappelijk beschreven door Nutting. 